# Ar-Rachid
Pour les articles homonymes, voir Rachid.
Abû Ja`far ar-Râchid bi-llah al-Mansûr ben al-Fadhl al-Mustarchid, surnommé Ar-Râchid, est né en 1109. Il a succédé comme trentième calife abbasside de Bagdad à son père Al-Mustarchid, assassiné en 1135. Un grand-oncle, Al-Muqtafi, fils du vingt-huitième calife Al-Mustazhir, l’a déposé en 1136. Il est mort assassiné en 1138.

## Biographie
Le Sultan seldjoukide Mas`ûd domine le bref règne du Calife Ar-Râchid. Ce dernier tente de suivre les pas de son père pour conquérir une certaine indépendance avec les mêmes infortunes. Pour se venger de l’assassinat de son père, il insulte l’émissaire du Sultan venu exiger des avantages. Il est soutenu par Zengi, gouverneur de Mossoul, dans son opposition au Sultan.
Le Sultan, résidant en Perse, assiège Bagdad qui, bien protégée par le fleuve  et ses canaux a résisté aux attaques. Enfin, le calife Ar-Râchid et Zengi, désespérant du succès, s'échappent à Mossoul.

### Fin du règne
Une fois le pouvoir du Sultan rétabli, un conseil réuni pour l'occasion décide de la déposition du Calife et de la nomination de son grand-oncle Al-Muqtafi, fils d’Al-Mustazhir, pour le remplacer (1136).
Ar-Rachid s’enfuit à Ispahan, où il est assassiné par les assassins (1138).